# Camfrog
Camfrog是一款由Camshare LLC开发的即时聊天工具，允许来自世界各地的用户播放自己的音频和视频。这个软件允许 超过1000人的用户在一个即时的视频会议环境下聊天。
Camfrog允许用户使用"Camfrog Server"软件搭建自己的视频聊天室。
有许多聊天室是无声的聊天室，大多数活耀的聊天室是手语聊天室。也有聋人也在一般分类里面搭建自己的聊天室。聋人通过手语通过视频在Camfrog上面聊天。
软件的特点就是比较具有国际性，可以找到很多不同的国家和语言的聊天室，和不同国家和语言的网友聊天。这对于喜欢学习外语的用户来说是非常好的一个软件。聊天的形式比较像中国大陆的一些聊天室，既可以语音和视频的同时也可以一般打字。在Skype里面的聊天室只能进行语音聊天，不能多人视频也不能打字，相比之下，Camfrog和中国大陆用户的聊天室聊天习惯更相似。
Camfrog据称具有很好的防火墙和路由的适应性，因此视频更加流畅，很少出现卡的现象。
Camfrog里面有18+聊天室，如果把Family Filter关闭（设置为off），就能看到聊天室列表中出现一个18+Only的页面，列出了很多18+的聊天室。因此建议大家尤其是18-的儿童，在使用该软件聊天的时候最好把Family Filter设置为on，过滤掉这些有可能有不健康内容的聊天室。

## 运行平台
CamFrog视频聊天客户端支持Microsoft Windows (XP, Vista, 2k and 2k3) 和 Apple Mac OS X.

## 外部連結
- Camfrog Video Chat（页面存档备份，存于） - Camfrog Webcam Chat官方站点
- Camfrog is A Cacophony of Communication （页面存档备份，存于） - Wired Article
- Camfrog Mac 版本下载地址 （页面存档备份，存于） - Apple.com Featured Download
- Leap into the vid-chat pond （页面存档备份，存于） - CNET Download.com Editor's Review
- Videoconferencing Provides Strong Support To Social Interaction Services  Kolabora Article about Camfrog
- Camfrog 3.9 Released [永久] European Signlanguage Article
- Spice up your webcam  - InsideTonic Article